# دونبارتونشاير
دونبارتونشاير منطقة ليوتينانسي في اسكتلندا ‏ تقع إدارياً ضمن اسكتلندا في المملكة المتحدة.

## أعلام
- جورج كامبل
- جاكي ستيورات
- جون ماكفيرسون
- جيمس غيليسبي